# Varumärkesord

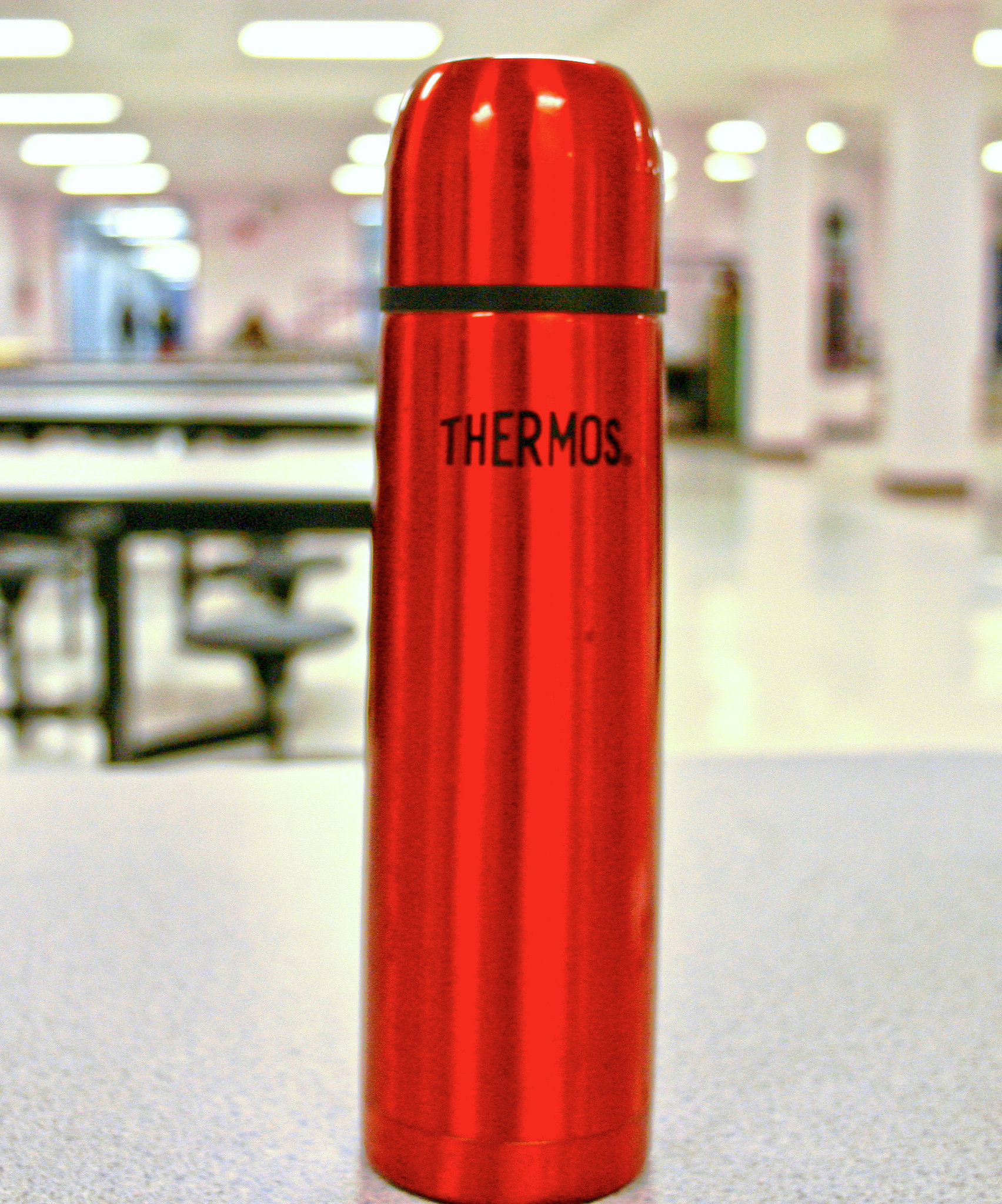
En termos av märket Thermos.

Ett varumärkesord är ett varumärke som är så etablerat att många använder det som benämning på varan oavsett varumärke, en form av metonymi. När ett ord som från början var ett varumärke har blivit så pass allmänt att det inte längre kan anses åtnjuta varumärkesrättsligt skydd, sägs varumärket ha degenererat eller dött. Vid en juridisk konflikt blir det en domstol som får avgöra om varumärket har degenererat.
Varumärkesdegeneration kan uppstå av flera orsaker. Risk för degeneration uppstår exempelvis när ett varumärke dominerar en ny produktkategori. Om ett etablerat generiskt ord inte existerar, är för invecklat eller svårt att komma ihåg, ligger det nära till hands att varumärket istället används som ord för varan. Varumärket brukas då för att omtala alla varor av samma slag, oberoende av kommersiellt ursprung.
Ett varumärke kan vara friskt, sjukt eller dött. Exempel på varumärken som är döda (degenererade) är bakelit, grammofon, dynamit och termos. Ett exempel på ett sjukt varumärke är Google där företaget juridiskt försöker förbjuda uppslagsverk och lexikon att lista google/googla som ett verb.
Ett svenskt exempel är Bostongurka, ett varumäke som ägs av Procordia Food, och som används för en inläggning av gurka och kryddor. I slutet av 1990-talet lanserade Björnekulla Fruktindustrier samma produkt under namnet Bostongurka. Detta ledde till att Procordia stämde Björnekulla för varumärkesintrång. Björnekulla menade att bostongurka blivit den allmänna benämningen på sådan gurka och att det inte längre gick att varumärkesskydda den.
Enligt svensk varumärkeslag ska den som exempelvis ger ut ordböcker se till att det inte görs intrång på varumärken. Det finns dock inga krav på att utgivaren ska veta vad som är ett varumärke innan publicering utan det är upp till varumärkesinnehavaren att informera utgivaren och kräva ändring.

## Exempel

### Exempel på ord med varumärkesursprung
Inom parentes anges en mer allmän beteckning på begreppet.
- alvedon (smärtmedicin)
- bankomat (uttagsautomat, kontantautomat)[5][6]
- bostongurka (fint tärnad gurkblandning)[7]
- dynamo (cykellysegenerator)[8][9]
- eternit (asbestcement)[8]
- festis (saft i pappersförpackning)
- filofax (fickalmanacka av större format)[7]
- frigolit (cellplast)[9]
- frisbee (rund kastleksak)[8][9]
- gladpack (plastfolie)[7]
- googla (använda sökmotor på Internet)[3]
- gullfiber (isolermaterial av mineralull)[7][9]
- assistent (köksmaskin)[7]
- ipod (Mp3-Spelare)[9]
- jacuzzi (bubbelbad)[9]
- jeep (terränggående mindre fordon)[7][9]
- jiffypåse (vadderat kuvert)[7]
- kesella (typ av färskost av surmjölk)
- keso (typ av färskost)[7][9]
- lego (bland annat lekklossar av plast)
- lypsyl (cerat)[7]
- magnecyl (smärtmedicin)
- maizenamjöl (majsstärkelseprodukt)[7]
- mariekex (en typ av runt kex)
- masonit (byggskivor)[8][9]
- neskaffe (snabbkaffe)[8]
- o'boy (chokladdryck)
- one piece (mysoverall)
- permobil (elektrisk rullstol)[10][8]
- plywood (kryssfaner)[8]
- polaroidkamera (direktbildskamera)[8][9]
- post-it (självhäftande papperslappar)[7]
- rockwool (mineralull)[7][8]
- rollerblades (inlines)[7]
- suketter (sötningsmedel)[7]
- stetsonhatt (cowboyhatt)
- stanniol (aluminiumfolie)[8]
- tabasco (stark pepparsås)
- teflon (en form av glatt, värmebeständigt ytmaterial)[8][9]
- tetra (bland annat en tetraedformade engångsförpackning)
- tigerbalsam (ursprungligen "Tiger Balm", smärtstillande salva)[9]
- tippex (korrigeringsfärg)[7]
- tops (bomullspinne)[8][9]
- toy (tuggummi)[8]
- tyfon (mistlur)
- walkman (kassettbandspelare)[9]
- wettexduk (disktrasa)[8]

### Exempel på degenererade varumärken
Varumärken som tappat sin varumärkesstatus eftersom det blivit såpass allmänna.
- Albyl
- Aspirin
- Biograf[8]
- COR-TEN (cortenstål, ett slags väderbeständigt stål)
- Dynamit[11][9]
- Eau-de-Cologne[9]
- Fotogen[12][9]
- Freon[8][9]
- Galon (plastbelagd textilväv)[11][9]
- Grammofon[12][9]
- Heroin[9]
- Insulin[12][9]
- Jello för Jell-O
- Klorin[9]
- Linoleum[9]
- Mack (bensinstation)[12]
- Margarin[12][9]
- Nylon (syntetfibrer av polyamid)[9]
- Parkett (trägolv)[11][9]
- Plexiglas (akrylplast)[8][9]
- Trampolin[9]
- Termos (Thermos) (värmeisolerad flaska)[11][12][9]
- Vaselin (petroleumgelé)[12][9]
- Vespa (skoter)[12][9]